# Ricevitore (football americano)

La disposizione dei wide receiver nella formazione d'attacco detta I formation

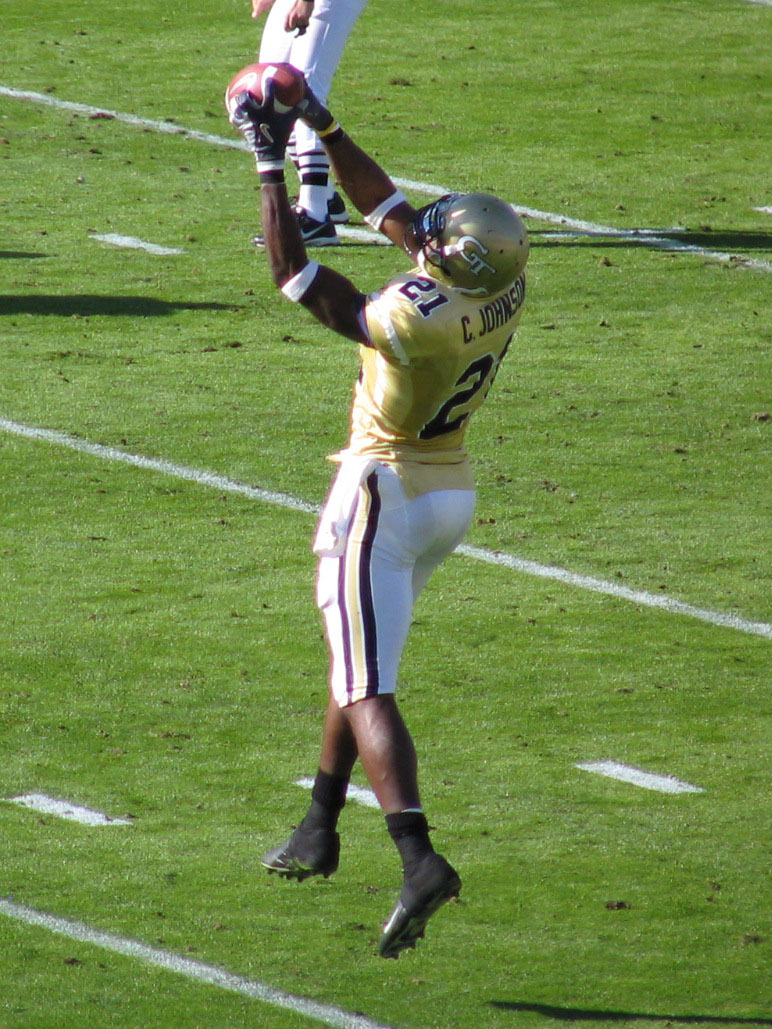
Calvin Johnson nell'attimo della presa

Il ricevitore, definito wide receiver in lingua inglese e traducibile come ricevitore ad ampio raggio,  abbreviato con WR negli schemi di gioco, è un ruolo offensivo del football americano e canadese: è lo specialista della ricezione dei lanci effettuati per passare il pallone in avanti nelle azioni di attacco.
I ricevitori, anche conosciuti come wideout in lingua inglese o detti semplicemente receiver ossia ricevitori, sono tra i più agili e veloci giocatori della squadra: le loro imprese atletiche sono tra le più emozionanti e spettacolari, specialmente quando conseguono a un lungo lancio del pallone proveniente dalle mani del quarterback.
Attualmente, il giocatore n. 1 nella classifica dei migliori giocatori di tutti i tempi della National Football League è proprio un ricevitore: Jerry Rice, protagonista nel campionato professionistico più importante del mondo durante gli anni '80 e '90.

## Compito principale
Il compito principale del wide receiver è di ricevere il passaggio dal quarterback, il regista offensivo.
Durante le azioni di passaggio, egli tenta di evitare, sconfiggere, o semplicemente sorpassare il marcatore diretto (tipicamente un cornerback) ed i giocatori difensivi sulla traiettoria del passaggio (linebacker, cornerback e safety): se il ricevitore si è smarcato ed è libero, o se non ha ostacoli sul percorso da eseguire (detto traccia) per ricevere il passaggio, può diventare un valido target del quarterback. Quando la palla lascia la mano del QB, l'obiettivo del receiver è di riceverla prima che tocchi il suolo per poi correre verso il fondocampo, nell'area di segnatura (la end zone) e segnare un touchdown.
Alcuni receiver sono percepiti come minacce per i passaggi in profondità (deep threat) a causa della loro notevole velocità, mentre altri, abili nel possesso (possession receiver), non si fanno scappare la palla dalle mani, sfruttano percorsi a centrocampo, e sono utili per guadagni di terreno limitati ma sicuri, e decisivi nelle situazioni di terzo tentativo (terzo down) per la conquista del primo tentativo di una nuova serie di 4 azioni d'attacco.
Tra le caratteristiche fondamentali di un buon wide receiver figurano la velocità, la capacità di cambiare direzione rapidamente in corsa e una buona coordinazione oculomanule. Essere alti e snelli può essere un considerevole vantaggio per giocare in questo ruolo in quanto la maggiore statura permette di effettuare prese di lanci più alti, andando ad anticipare i difensori di statura inferiore; d'altro canto una statura inferiore può implicare una maggiore facilità di coordinazione per l'atleta ed in effetti alcuni dei top player della NFL non sono particolarmente alti .
I wide receiver, e le azioni di passaggio in generale, sono fondamentali quando una squadra in attacco è schierata in hurry-up offense cioè quando si cerca di massimizzare il guadagno di terreno nel minore tempo possibile: possono posizionarsi vicino alla linea laterale per correre fuori campo, fermando il tempo alla fine dell'azione (anche un passaggio fallito - incompleto - causa lo stop del cronometro).

## Altri compiti
Il wide receiver ha due potenziali ruoli nelle azioni di corsa (in cui la palla viene passata dietro la linea di scrimmage con un pece o di mano in mano, cioè con un handoff).
In particolare, nel caso di giocate ad esca (draw play), può seguire un percorso con l'intento di attirare i giocatori della difesa fuori dal fuoco dell'azione offensiva. In alternativa, può bloccare i giocatori avversari per favorire le giocate del running back (crack). I ricevitori di stazza sono ben noti per le loro abilità di blocco dei defensive back oltre a quelle di ricezione, e gli specialisti di tale opzione sono tipicamente i tight end.
A volte i wide receiver possono anche essere i protagonisti delle azioni di corsa, di solito nelle azioni di ribaltamento del lato di gioco, dette end around e reverse: questa opzione offensiva può essere molto efficace, perché solitamente la difesa non si aspetta che un receiver possa essere il portatore di palla nelle azioni di corsa. Ad esempio, il già citato Jerry Rice, oltre ad aver detenuto ogni record di ricezioni della NFL, ha anche effettuato azioni di corsa 87 volte per 645 yard e 10 touchdown nelle sue 20 stagioni NFL .
In altri casi, i receiver possono addirittura passare la palla nei giochi a sorpresa (trick play). Malgrado la rarità di queste giocate, alcuni receiver hanno dimostrato buone capacità nel passaggio, in particolare quelli con un passato da quarterback alle spalle.
I wide receiver giocano anche nelle formazioni speciali (special team) per ritornare la palla dei kickoff e dei punt, o come parte della squadra di ricezione (hands team) negli onside kick .
Infine, sui passaggi vaganti, i receiver devono spesso giocare un ruolo difensivo per prevenire un ingente guadagno di yard nel caso il passaggio venga intercettato. Se il passaggio viene intercettato, i receiver devono usare la loro velocità per cercare di atterrare o placcare immediatamente il portatore di palla avversario.

## Posizioni
Nonostante il termine wide receiver venga comunemente utilizzato per ogni tipo di giocatore offensivo wideout, esistono differenti posizioni in cui un receiver può giocare:

### Flanker
Il flanker (FL) è un receiver posizionato dietro la linea di scrimmage. Di solito è il miglior receiver della squadra. Il flanker utilizza l'iniziale distanza dal defensive back per evitare il jamming, il contatto regolare nelle prime 5 yard difensive dalla linea di scrimmage. Solitamente il flanker è posizionato sullo stesso lato del tight end. Questo receiver è il giocatore più lontano dal centro sul suo lato del campo. Il flanker è schierato come uno split end, a parte il fatto che prendendo la posizione iniziale dietro la linea di scrimmage, gioca nel backfield e non sulla linea .

### Slot back
Lo slot back (SB) è un receiver schierato nella zona arretrata del campo della squadra in attacco (la offensive back field). Il football canadese e l'arena football gli permettono di iniziare a correre dalla linea di scrimmage. Di solito sono giocatori più forzuti perché devono ricevere la palla nella zona centrale del campo. Nel football americano, gli slot back sono tipicamente utilizzati nelle formazioni flexbone o altre opzioni triple .

### Slot receiver
Lo slot receiver (SR) è un soprannome attribuito ai receiver addizionali agli split end ed ai flanker. Questi wideout sono schierati tra lo split end/flanker e l'offensive tackle (l'uomo di linea più esterno). Se schierato con un flanker, lo slot receiver è solitamente sulla linea di scrimmage. Con lo split end, invece, è schierato dietro la linea di scrimmage. Come per il flanker, la posizione di slot receiver viene spesso occupata da receiver molto capaci per evitare lo jamming .

### Split end
Lo split end (SE) è un receiver posizionato sulla linea di scrimmage, necessario per rispettare la regola che richiede sette giocatori allineati al momento dello snap. Quando richiesto, questo receiver è sul lato opposto del tight end ed è il giocatore più lontano dal centro sul suo lato del campo .

## Divisa
La divisa del wide receiver è leggera e consta di meno protezioni di quella di altri ruoli, per non limitare la velocità e l'agilità nei movimenti del giocatore.

### Numero di maglia
Nella NFL il wide receiver può scegliere un numero da 80 a 89; per questo ruolo, sono disponibili anche i numeri da 40 a 49, se il primo range è già completamente utilizzato. Nel 2004 sono state portate alcune modifiche al sistema di numerazione, ed anche i numeri dal 10 al 19 sono vestibili dai wide receiver e dai tight end .
Nella NCAA il wide receiver può vestire un numero qualsiasi da 1 a 99.